# 동두천시·양주군
동두천시·양주군은 대한민국의 옛 국회의원 선거구이다. 당시 경기도 동두천시 전 지역과 양주군 전 지역을 관할하였다.

## 역사
대한민국 제13대 국회의원 선거를 앞두고  의정부시·동두천시·양주군 선거구에서 분리되어 신설되었다.
2003년 10월 19일, 양주군이 양주시로 승격되었다. 이에 대한민국 제17대 국회의원 선거를 앞두고 양주시·동두천시 선거구로 개편되었다.

## 역대 국회의원
| 선거   | 정당 | 정당       | 의원   |
| ------ | ---- | ---------- | ------ |
| 1988년 |      | 민주정의당 | 이덕호 |
| 1992년 |      | 민주자유당 | 임사빈 |
| 1996년 |      | 신한국당   | 목요상 |
| 2000년 |      | 한나라당   | 목요상 |

## 역대 선거 결과

### 대한민국 제13대 국회의원 선거
|  | 45.22% |

|  | 36.66% |

|  | 9.43% |

|  | 8.67% |

### 대한민국 제14대 국회의원 선거
|  | 46.40% |

|  | 41.75% |

|  | 7.49% |

|  | 1.98% |

|  | 1.47% |

|  | 0.89% |

### 대한민국 제15대 국회의원 선거
|  | 35.27% |

|  | 26.67% |

|  | 23.81% |

|  | 10.50% |

|  | 3.74% |

### 대한민국 제16대 국회의원 선거
|  | 48.64% |

|  | 44.38% |

|  | 6.97% |